# 번역 (애플)
번역(Translate)은 애플이 자사의 iOS와 iPadOS 장치들에 사용하기 위해 개발한 iOS와 iPadOS의 번역 앱이다. 2020년 6월 22일 소개되었으며 여러 언어 간 단어 및 문장 등을 번역하기 위한 서비스의 기능을 하며 2020년 9월 16일 iOS 14와 함께 공식 출시되었다. 모든 번역은 기기의 뉴럴 엔진을 통해 처리되며 이에 따라 오프라인에서 사용이 가능하다.

## 지원 언어
2020년 시작 이후부터 11개 번역이 현재 지원된다.
- 영어 (영국)
- 영어 (미국)
- 아랍어
- 관화
- 프랑스어
- 독일어
- 스페인어
- 유럽 방언
- 이탈리아어
- 일본어
- 한국어
- 브라질 포르투갈어
- 러시아어

모든 언어는 받아쓰기를 지원하며 오프라인 다운로드가 가능하다.